# Elisabeth Everts
Elisabeth Everts ('s-Gravenhage, 30 augustus 1920 – Andir, 10 februari 1948) was een Nederlands pianiste.

## Biografie
Everts was een lid van de familie Everts en een dochter van letterkundige Johannes Everts (1878-1945) en diens tweede echtgenote violiste  Elisabeth Schultze (1886-1963). Ze studeerde piano bij Karel Textor en Hans Goemans in Den Haag en Nelly Wagenaar aan het Amsterdams Conservatorium. Het eerste concert waarvan een verslag bekend is werd gegeven op 14 april 1937. Ze was echter in 1935 al als Liesje Everts op de radio te horen. In 1941 kreeg ze de Julius Röntgenprijs In 1942 verloofde ze zich met violist Willem Noske, waarna zij ook wel samen optraden. De kritieken in de pers waren over het algemeen positief over haar optredens.
Vanaf 1947 maakte zij samen met anderen een tournee door Nederlands-Indië als zogenaamde NIWIN-artieste. Bij een vliegtuigongeluk bij Andir kwam zij daarbij samen met onder anderen drie collega's om het leven.
Te harer gedachtenis richtte haar moeder in 1948 de Stichting Elisabeth Everts Fonds op die de tweejaarlijkse Elisabeth Evertsprijs toekent. Tot de eerste bestuursleden behoorden behalve haar moeder ook voorzitter Willem Andriessen, fondssecretaresse Nelly Wagenaar (haar vroegere docente) en penningmeester Karel Philippus Bernet Kempers (musicoloog).